# 葉永盛
葉永盛（？—？），字子沐，號玉城，南直隸寧國府涇縣（今安徽省涇縣）榔橋鎮烏溪村人，明朝政治人物。曾在江西及浙江等地任職，官至巡按御史、監察御史，累太僕寺少卿，畢生經管鹽商，積極鼓勵當時浙商發展，阻礙商業發展的惡勢力坐大，後被稱譽「一代人豪」，並被尊為上海南匯縣城隍。

## 生平
葉永盛家境貧寒，自小以打柴為生，後得同鄉鄉人資助入學。萬曆十年（1582年）壬午科應天府鄉試舉人，十七年（1589年）登己丑科進士，得第三甲三十八名。刑部觀政，六月授浙江蘭溪縣知縣，萬曆二十三年（1595年），選授雲南道監察御史，二十四年差巡青（巡视馬房草场青草），之後任江西巡按御史，二十七年任两浙巡鹽御史，專管浙江地方鹽商事務。二十九年丁憂歸家。三十二年起補山東道御史，巡視南城，九月監考武舉，三十三年九月巡視長蘆鹽政，於各地主要審督鹽商等商業活動。本年十二月管理三大殿工程，九载考满，命照例于京堂员缺推用，三十五年十二月升太僕寺添注少卿。三十八年因病辞官，卒年不詳。

## 家族
曾祖葉茂敬，義官。祖父葉顯琬。父葉本固。

## 事迹

### 任两浙巡鹽御史
萬曆十八年（1590年），葉以第三甲進士出身仕任两浙巡鹽御史。時年，两浙等地鹽務發展頗成熟，葉以其觀察各商鹽運及商貿之利，漸對两浙一帶經商規則及鹽商監管措施認識日深。

### 任江西巡按御史
葉以两浙巡鹽御史，職調江西巡按御史，上任日期不詳。時江西水災連年，葉曾上《勘報水災疏》，向朝廷交代江西水災災情，並與江西布政使共同商議處理水災及賑災事宜。葉以奏疏上有提到：「緣係遵例勘報地方重大水災，懇乞天恩，亟賜優恤，以全生命事理。未敢擅便。」由此可見葉勤政愛民。

### 任雲南道監察御史
葉上任雲南道監察御史後，所面對的挑戰是要跟當地宦官於商業事務上打交道。萬曆年間，不少官宦把握地方鹽務及礦稅等大權。據學者云，當時官宦扶植黨羽，沆瀣一氣，為朝廷管理地方事務上帶來一定禍患。據葉《差璫播虐、乞諸首禍疏》中道：「細及米鹽雞豕，粗及柴炭蔬果之類，一買一賣，無物不稅、無處不稅、無人不稅。自是縣無寧村、村無寧家、內外騷動、貧富竝擾、流毒播虐、寧有紀極。此開闢以來所未有之暴也。」可見地方官宦以各種雞毛蒜皮之由巧立名目加重商稅，嚴重破壞市場秩序，而令百姓尤其徽商以「流離困苦之憂」。針對是等惡況，葉不但不屈服於強權之下，更於這群地方官宦直接交鋒。再引疏中所提及，葉親向明神宗建議：「鄭一麒、馬承恩、韓文盛、林廷桂等，付之法曹，斬首藁街，以為將來欺君奏瀆者之戒。」更親疏彈劾當時獨攬大權之兩大礦監梁永、陳增，可謂轟動全朝。

### 任浙江巡按御史

#### 官任初期
萬曆中葉，葉永盛任職浙江巡按御史。在任期間，葉所面對的挑戰於其仕途中最多，當中包括與宦官抗衡。萬曆二十六年（1598年），時任南匯鹽場主管兼忠義右衛百戶高時夏妄奏朝廷，稱：「浙福餘鹽山積，變價歲可得三十萬。」朝廷遂頒令：「准著浙江都理稅務內官劉成、福建都理礦稅內官高寀，不妨原務，各帶管彼處，督率原奏官商士民前去，會同各該撫按等官，查理銀兩解進，不許擾害地方。欽此。」此官朝鹽商事務批文往來，於是引起在浙的徽州鹽商、灶戶，還有葉等人的恐慌。葉聞高時夏妄奏後，於其上疏中表示「臣聞報驚惶」。及後又以劉璫等奸臣，向眾鹽商表示：「棍輩所為，蔑視我者，以我之重，去其官。且懼主上有不測之加耳。一官如敝屣，棄之易，易不足論。七尺既貨於朝廷，非吾有也......死何足懼！誓杖殺棍徒數百，然後抗疏論劉璫之奸，盡發其欺罔事；即主上怒而罪予，予含笑往，誓不悔也。」可見葉對直指奸吏為商作禍毫不畏懼，正義凜然。其後葉又曾五次向朝廷直疏奸吏之弊害，於奏疏中力陳官宦弄權之弊，又動之以情直諫曰：「浙鹺歲解部僅十四萬耳，而餘鹽幾至數十萬，此其為欺誑甚明。如以為臣言不足信，乞即敕奏弁及差璫同往勘之。果如所奏，臣願伏斧鑕之誅。」此疏終得明神宗「天子為之動容」，下詔令追查真相究竟，最後經一年多調查，終於將課稅由原先的十五萬，降至二萬六千，成功阻止了奸臣得逞，達成了其「脫商竈之阽危，救邊儲於既壞」的理想。

#### 官任中期
萬曆二十六年（1598年），葉奉敕巡查南浙鹽務。事緣三十七年前（即嘉靖四十年；1561年），兩浙鹽商蔣恩等人曾向巡鹽都御史鄢懋卿建議，讓商人子弟「附民籍收考」，惜人數極少，遠不能滿足當時商賈之要求。三十七年後，葉奉敕巡查南浙鹽務，新安商人吳憲、汪文演再次向葉提出設立「商籍」的要求。葉有見及此，亦惜才奏請朝廷恩准批出籍考助商人子弟入學。後又上疏：「兩浙商籍子弟歲科所取不過二三人而止......取數若少，則遺珠可惜。」終於在萬曆二十八年（1600年），其上疏的明神宗重視，並決定於浙江設立商籍制度，使兩浙一帶商人的子弟有機會參與科舉，為朝廷培訓出一批商學人才。
葉於培訓商學人才事務上不遺餘力，除奏定於兩浙設商籍以外，更於萬曆二十七年（1599年）於西子湖畔創立了崇文書院。崇文書院乃清代「杭州四大書院」之一，專門吸納商人子弟入學。葉永盛於此還創建了一種新式教學：「舫課」。葉於書院授學期間，經常親自檢查學生課業，獎勵成績優秀的學生；又常把學生的佳作整理成集出版，成為一時佳話。萬曆三十三年（1605年），葉又根據吳憲所提之建議，拔錄五十名新生送入杭州府學及仁和、錢塘兩學就學，為商人子弟提供一良好學習機會。

#### 官任晚期
葉先後三次上疏，要求朝廷徵撥款項助處理兩浙鹽務及繼續把徵收稅項調低。葉又緊守崗位，多次勘查鹽場。當中一次巡例勘察，「並無鹽斤存積，虛謬如此」，並重申高時夏等妄奏對兩浙鹽務禍害尤深，必需嚴正整飭。

### 任直隸巡按御史
葉晚年主要上任直隸巡按御史及山東道監察御史。任直隸巡按御史期間，葉曾上奏三疏，當中措辭最嚴乃《巨豪蔑法疏》。於《巨豪蔑法疏》內，葉主要都是嚴打不法奸商，目的是要維持社會秩序。當中嚴批鹽商胡時順：「挾貲二十餘萬，父子濟惡。所謂財力氣焰，雄蓋閭左，能通神使鬼者也。固目無上官，而何有於一州同。」依疏指，胡時順偷稅逃稅、謀害人命：「止望門投票，不敢出氣，僅得其一家奴而歸。臣益信時順勢焰之大，而前所訪聞，果為不謬。」葉最終嚴密收集證據，把胡繩之於法。

## 著作

### 書傳著作
葉永盛一生只得兩正式書傳著作《浙鹺紀事》及《葉玉城全集》。《浙鹺紀事》主要記述葉自身任兩浙鹽官時感不平之事以及上疏經歷。《葉玉城全集》則收錄葉平生所著雜文，以《四庫全書》將之收錄流傳於世。

### 奏疏
葉又因任鹽官，上奏疏共十四篇，全部載列奏疏集《玉城奏疏》內，當中包括：
- 《勘報水災疏》
- 《差璫播虐、乞諸首禍疏》
- 《浙江鹽政第一疏》
- 《浙江鹽政第二疏》
- 《浙江鹽政第三疏》
- 《浙江鹽政第四疏》
- 《浙江鹽政第五疏》
- 《戚畹殺師疏》
- 《乞貸言官疏》
- 《人品宜辨疏》
- 《稅璫捏詞、縣令被逮疏》
- 《巨豪蔑法疏》
- 《賞奸非法、乞追匿藏疏》
- 《乞貸言官、以安大臣疏》

## 評價
葉永盛畢生兩浙等地鹽商盡心盡力。雖為普通官員，其生平事迹並無記載於《明史》內，但一系列其他歷史文獻均有評價葉之功勞，還有其嚴拿奸臣污吏之正義凜然之風。
《嘉慶重修一統志》評：「在垣九載，疏數十上，直聲振中外。」
《欽定重修兩浙鹽法志》載明代陶望齡《鹺司正學書畫田碑記》：「葉公節義才諝素著，朝右蒿目時事，惻然動心。」
《欽定重修兩浙鹽法志》又載陶望齡《御史葉公生祠德政碑記》：「忠誠仁勇......遠思而沉略，不勝忠上奉國，守職愛民之意。」、「是時葉公能使賈人子不死不亾，功德在萬萬世。既去，民為生置祠，樽俎於西湖之上。」
《浙江通志》傳有述：「神宗察其直諫，能卹商愛民，報可人心，獲安。」可見神宗亦欣賞葉之敢言直諫之為，亦足證葉勤政愛民。
徐旭齡《紫陽崇文會錄》有載葉於當時被時人譽為「一代人豪」，以表揚他在處理兩浙鹽商事務上的剛直不阿，還有致力於培訓商學人才。
葉一生為鹽民打拼，與奸商奸臣抗爭到底，受不少人稱許。然而，有學者認為，整個明中後期商稅過重的現象並未因葉的努力而得到改變，「病商」的事實依然存在。同時葉的所作所為依然是為了維護封建統治利益，使而令葉的時代和階級侷限性是不能完全磨滅。

## 獲封上海南匯縣城隍
葉永盛畢生力陳鹽民疾苦，多次直疏神宗嚴正對付鹽務奸臣污吏，尤以力疏當時身為南匯鹽場主管高時夏以及鹽商胡時順之弊害最為人稱道。葉病卒後，鹽民為紀念這位勤政愛民的好官，遂封其為南匯縣城隍。至今，南匯縣共供奉兩為城隍，一為本縣縣城隍葉永盛，另一為航頭鎮鎮城隍，北宋吏部侍郎李若水。

## 紀念
葉永盛病故後真實墓葬位置已無從稽考，但卻有一生祠。事緣葉官任浙江巡按御史兼監察御史期間，曾於西湖畔創立崇文書院，供商人子弟就學，其行為和品質受到當時商民的支持與尊敬，並在西湖畔建生祠祀之。《欽定重修兩浙鹽法志》有載陶望齡《鹺司正學書畫田碑記》及《御史葉公生祠德政碑記》，均有讚揚葉公畢生為鹽商貢獻良多，更設立商學，造福人群。人民為歌功頌德，特立一生祠以作供奉及紀念。陶望齡又把葉永盛與唐宋名官蘇軾、白居易相互媲美，可見後人也認為葉之歷史地位和作用是值得讚揚和肯定的。葉生祠並刻銘陶望齡《御史葉公生祠德政碑記》。

## 外部連結
- 上海市地方志辦公室：《上海地方志》[]

| 官衔          | 官衔                          | 官衔          |
| ------------- | ----------------------------- | ------------- |
| 前任： 張應揚 | 明朝蘭谿縣知縣 1589年－1595年 | 繼任： 汪國楠 |